# Semesterferien
Als Semesterferien werden (teils inoffiziell) die vorlesungsfreien Zeiten zwischen den Semestern (Studienhalbjahren) verschiedener Bildungseinrichtungen bezeichnet. Unterschieden werden müssen dabei die Semesterferien jeweils zwischen den Semestern an Hochschulen und die in Österreich als Semesterferien bezeichneten Schulferien zwischen erstem und zweitem Schulhalbjahr.

## Semesterferien an den Hochschulen

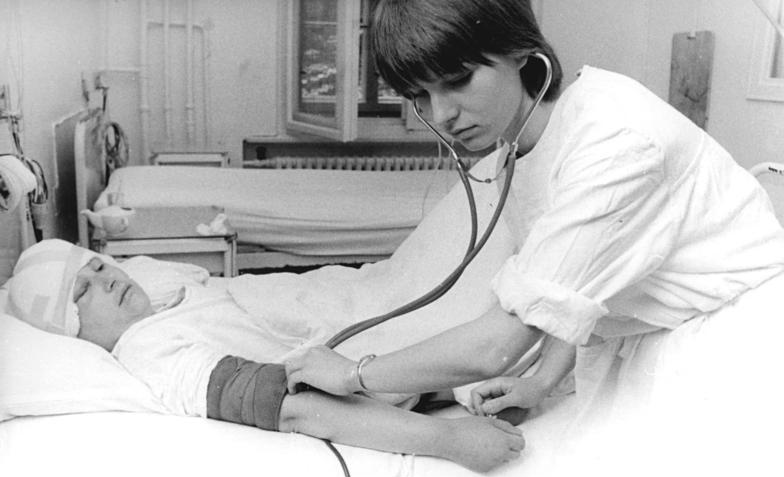
Krankenpflege in den Semesterferien 1972: Für drei Wochen arbeiten Medizinstudenten der Berliner Humboldt-Universität in ihren Ferien an der Charité

Offiziell werden die Ferien an Hochschulen als vorlesungsfreie Zeit bezeichnet, da sie auch für Prüfungen und ihre Vorbereitung, für Laborpraktika und Kurse sowie zur Abfassung von Studienarbeiten dienen. Der Zeitraum für die Studenten komplett ohne universitäre Verpflichtungen variiert dabei je nach Studiengang sehr stark, von der gesamten vorlesungsfreien Zeit bis hin zu nur wenigen Tagen.
Dabei werden in Deutschland sowohl die vorlesungsfreien Zeiten zwischen Winter- und Sommersemester als auch zwischen Sommer- und Wintersemester als Semesterferien bezeichnet, in Österreich nur erstere.
In Deutschland rechnen die meisten Universitäten das Wintersemester (WS) vom 1. Oktober bis 31. März, das Sommersemester (SS) vom 1. April bis 30. September; die Semesterferien liegen jeweils am Ende dieses Zeitraums. Zieht man die vorlesungsfreie Zeit ab, dauern die beiden Semester 15 Wochen (das SS bisweilen nur 14 Wochen).
Die Semester der Fachhochschulen (und auch einiger Hochschulen) beginnen einen Monat früher.
Die Winterferien dauern regional zwischen fünf und acht Wochen und liegen hauptsächlich in den Monaten Februar und März, teilweise auch bis Anfang April. Hochschulen mit kürzeren Semesterferien haben dafür längere Sommerferien. Abweichende Regelungen haben u. a. die Universität Mannheim (Weihnachten bis Mitte Februar) und Hochschulen mit Trimester-Gliederung.
In Österreich sind die Semesterferien der Hochschulen meist nur von Anfang bis Ende Februar, im Westen auch um eine Woche zum März verschoben (zum Ausgleich sind die Sommerferien länger als in der Bundesrepublik Deutschland). Die Technischen Universitäten hatten früher 2-wöchige Semesterferien und gingen in den 1980er Jahren auf vier Wochen über, kürzten aber gleichzeitig die Osterferien.

## Semesterferien an den Schulen
Von den deutschsprachigen Ländern wird nur in Österreich der Begriff Semesterferien für die Schulferien zum Schulhalbjahr verwendet. In Deutschland und der Schweiz sind dagegen die Bezeichnungen Winterferien, Faschingsferien oder Sportferien gebräuchlich.
Österreich führte die Semesterferien in den 1970er-Jahren ein. Im Zusammenhang mit der Ölkrise 1973 sollte eine Woche minimal geheizter Schulhäuser während der kältesten Jahreszeit einen Beitrag zur Einsparung von Heizenergie leisten. Seitdem findet auch die Bezeichnung Energieferien Verwendung. Die Ferienwoche markiert genau die Mitte des Schuljahres und fällt daher in die erste Hälfte des Februar. Die Termine unterscheiden sich aber regional: Wien und Niederösterreich beginnen in der ersten Februarwoche, die anderen Bundesländer (Burgenland, Kärnten, Salzburg, Tirol, Vorarlberg) folgen eine Woche später. Oberösterreich und die Steiermark folgen noch eine Woche später, dort fallen die „Energieferien“ auf die dritte Februarwoche. Dabei macht das Bundesland Vorarlberg eine Ausnahme. In den Jahren, in denen Semesterferien und Faschingswoche zusammenfallen, ist eine Verschiebung um eine Woche möglich.